# ヴィンス・ヴォイヤー
ヴィンス・ヴォイヤー（Vince Vouyer, 1966年6月1日 - ）は、アメリカ合衆国のポルノ俳優。マサチューセッツ州ローウェル出身。

## 出演
- 極乳ナース
- 最新Ｕ.Ｓ.テレクラ事情／ブロンド・コール
- 堕天使Ｆｒｏｍ Ｕ.Ｓ.Ａ.　シンディ
- ＳＥＸジャック／乱乳
- 狂う女
- 派遣秘書
- 美肉狩り5
- ディープ・スロート・アイランド
- Ｇスポット・エクスタシー／牝犬
- パルプ・フリクション